# Adi jezik
Adi jezik (abhor, abor, boga'er luoba, lhoba, luoba; ISO 639-3: adi), jezik podskupine tani, sjevernoasamske skupine tibetsko-burmanskih jezika, kojim govori skupina plemena u indijskim državama Arunachal Pradesh i Assam. 
Ova plemena poznata su kao Adi (brđani) ili Abor a govore nizom dijalekata: ashing, bokar (boga'er luoba), bori, karko, komkar, milang, minyong, padam (standardni adi), pailibo, pangi, pasi, ramo, shimong, tangam.
Oko 1 000 govornika živi u jugoistočnom Tibetu, gdje ih politički vode kao dio nacionalnosti Lhoba.

## Vanjske poveznice
- Ethnologue (14th)
- Ethnologue (15th)